# Non sono un angelo (film)
Non sono un angelo (I'm No Angel) è un film musicale del 1933 diretto da Wesley Ruggles, scritto e interpretato da Mae West.
Fu il film col maggiore incasso nell'anno 1933.

## Trama
Tira brilla e canta nel baraccone del Wonder Show di Big Bill Barton, mentre il suo attuale fidanzato, il borseggiatore "Slick", deruba il suo pubblico distratto per Big Bill. Uno dei ricchi clienti, Ernest Brown, organizza un appuntamento privato, durante il quale Slick fa irruzione e tenta di organizzare un gioco d'azzardo con un cliente, barando. Il cliente minaccia di chiamare la polizia, quindi Slick lo colpisce in testa con una bottiglia. Pensando erroneamente di aver ucciso l'uomo, Slick fugge, ma viene catturato e incarcerato.
Temendo che Slick possa coinvolgerla, Tira chiede a Big Bill un prestito per trattenere il suo avvocato, Bennie Pinkowitz. È d'accordo a condizione che lei faccia il suo atto di addomesticamento del leone , che include mettere la testa nella bocca di una delle bestie, promettendole che porterà lei (e lui) al "Big Show". Lo fa.
La fama di Tira la porta a New York City, dove il ricco Kirk Lawrence (Kent Taylor) è innamorato, nonostante sia fidanzato con la socialite snob Alicia Hatton. La inonda di regali costosi. L'amico di Kirk e cugino ancora più ricco, Jack Clayton, va da Tira per chiederle di lasciare in pace Kirk e la sua fidanzata. Finisce per innamorarsi di lei lui stesso. La storia d'amore di Tira e Jack porta a un fidanzamento.
Tira dice a Big Bill che sta per sposarsi. Non volendo perdere il suo atto premio, fa intrufolare Slick, recentemente scarcerato, nella suite dell'attico di Tira, dove Jack lo trova nella sua veste. Di conseguenza, Jack rompe il fidanzamento. Tira fa causa a Jack per violazione della promessa. La difesa cerca di usare le sue relazioni passate per screditarla, ma il giudice le permette di interrogare lei stessa i testimoni e così facendo conquista non solo il giudice e la giuria, ma anche Jack. Jack accetta di darle un grosso assegno di liquidazione. Quando va a trovarla, Tira strappa l'assegno ei due si riconciliano.

## Produzione
Il film fu prodotto dalla Paramount Pictures (con il nome Paramount Productions Inc.).
Mae West ha fatto alcune delle sue acrobazie, tra cui cavalcare un elefante sul ring.

## Distribuzione
Distribuito dalla Paramount Pictures, il film uscì nelle sale cinematografiche USA il 6 ottobre 1933. A Los Angeles, fu presentato il 12 ottobre.
Il film realizzò il maggior incasso mondiale del 1933. Costato 225.000 dollari, ne incassò 2.850.000.

### Citazioni del film
Il film viene citato, utilizzando filmati di repertorio, in Le dee dell'amore (The Love Goddesses) documentario di Saul J. Turell del 1965.
Incluso e citato in numerosi film, venne anche parodiato nel 1934 da Roast-Beef and Movies di Sam Baerwitz.